# Дуб свідок (Броди)
Дуб свідок — ботанічна пам'ятка природи місцевого значення в Україні, що знаходиться при вул. Лесі Українки у м. Броди Львівської області.
Висота дерева — 25 м, діаметр дерева 1,1 м, вік дерева 348 років. Вік дерева визначений у 2014 році, та склав тоді 344 роки, точність визначення ±7,3%, тобто дерево проросло у період часу з 1646 року по 1696 рік, в середньому — 1671 рік.

## Історія
Цей дуб проріс із жолудя у середині XVII століття та був свідком подій історії міста Броди та України. Ще у XVIII століття на австрійських мапах тут була відмічена алея вікових дубів. 

## Галерея

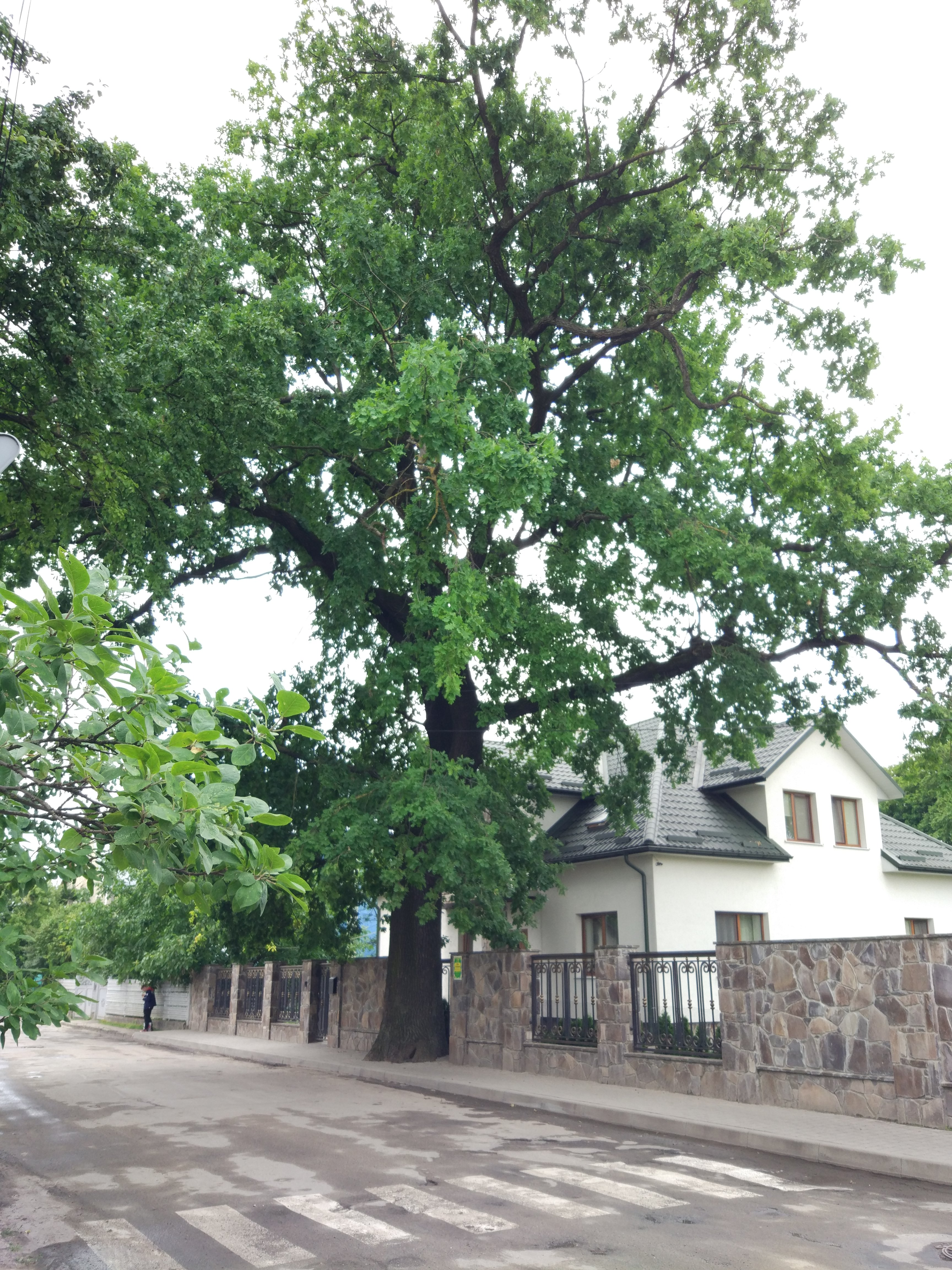
Дуб свідок
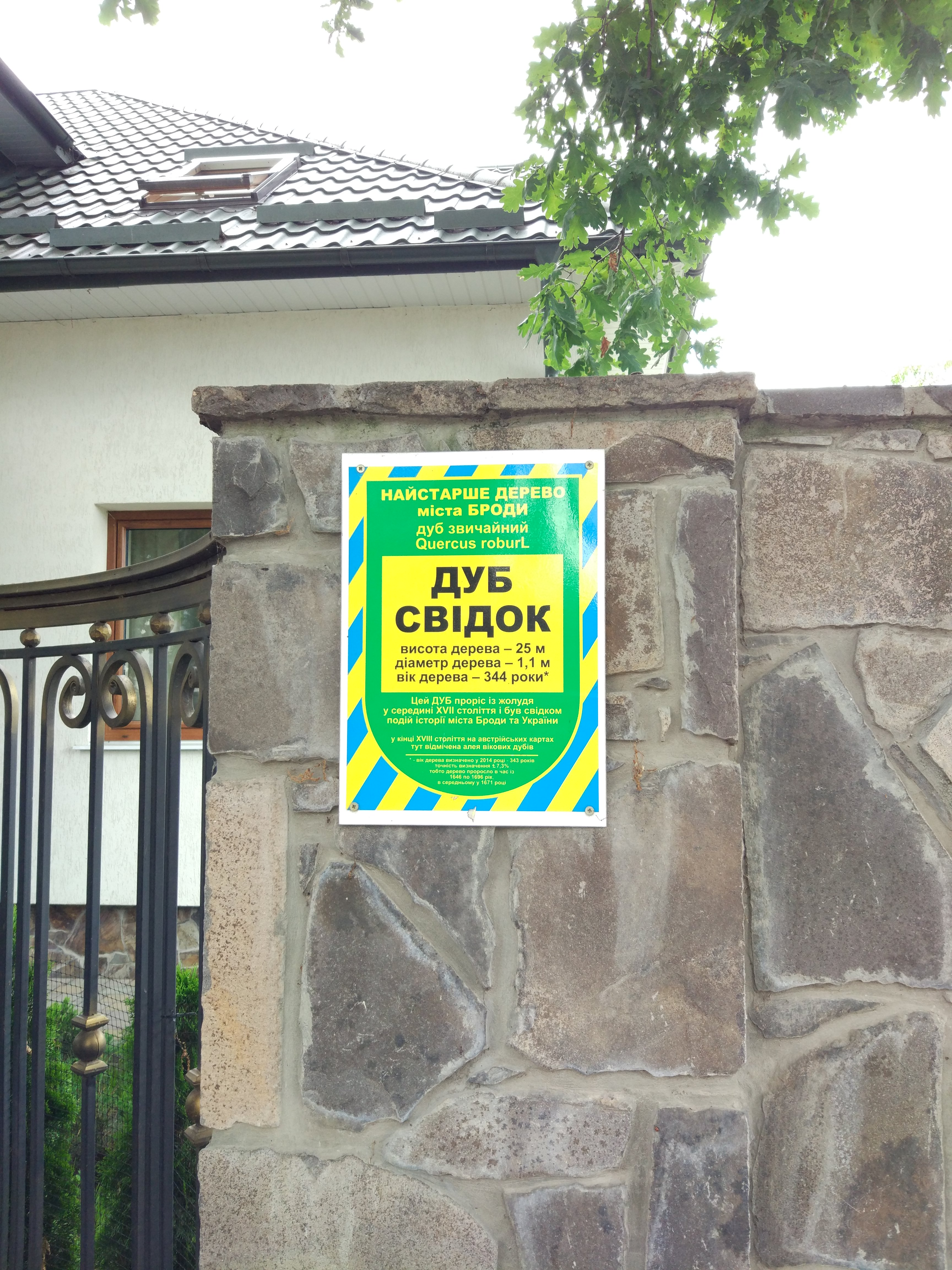
Інформаційна таблиця